# Jarosław z Iwna (zm. po 1343)
Jarosław z Iwna herbu Grzymała (ur.w drugiej połowie XIII w., zm. po 1343) – rycerz polski, dyplomata, wojewoda poznański w latach 1340–1343, kasztelan poznański w latach 1334–1339.

## Życiorys
Lata młodości Jarosława z Iwna nie są znane, pochodził z rycerskiego rodu Grzymalitów z Iwna, urodził się prawdopodobnie pod koniec XIII wieku.
W 1329 wziął udział w odsieczy obleganemu przez Krzyżaków Brześciowi Kujawskiemu. Walczył z Krzyżakami w lipcu 1331 w starciu pod Pyzdrami, a podczas drugiego wrześniowego najazdu na Wielkopolskę był uczestnikiem bitew pod Koninem i Płowcami.
15 maja 1335 jako kasztelan poznański był jednym z sygnatariuszy traktatu przedłużającego pokój z Zakonem. W 1335 z polecenia króla Kazimierza wraz z wojewodą poznańskim Mikołajem z Biechowa i kanclerzem Ottonem z Mstyczowa prowadził rozmowy z Wittelsbachami zakończone podpisaniem 16 maja 1335 we Frankfurcie wstępnego układu sojuszniczego z Ludwikiem Bawarskim. 20 czerwca 1336 był członkiem poselstwa, które zawarło szczegółowe porozumienie, określające zakres wzajemnej pomocy przeciw wrogom oraz wysokość posagu i wiana dla córki Kazimierza, Elżbiety, którą planowano wydać za młodszego syna cesarza, Ludwika rzymskiego.
Podczas polsko – krzyżackiego procesu sądowego w sprawie najazdu na Wielkopolskę i zajęcia Kujaw w 1331, zeznawał jako świadek.
W 1340 został mianowany wojewodą poznańskim. 8 lipca 1343 był jednym z sygnatariuszy i gwarantów polsko-krzyżackiego traktatu pokojowego zawartego w Kaliszu. Zmarł niedługo po tym wydarzeniu, nie jest już więcej wzmiankowany w dokumentach historycznych.

Jarosław z Iwna był pierwszym z rodu Grzymalitów, który zrobił karierę polityczną i zgromadził znaczny majątek.